# Unai Marino
Unai Marino Alkorta (Ondarroa, 10 de diciembre de 1999) es un futbolista español que juega de guardameta en la SD Amorebieta de la Primera Federación.

## Trayectoria
Nacido en Ondarroa, se formó en la cantera de la SD Eibar hasta acabar su etapa juvenil en 2018. En la temporada 2018-19 firmó por el Bermeo Futbol Taldea de la Tercera División. Para la temporada 2019-10 firmó por el filial del CD Lugo, el Polvorín Fútbol Club, además de ejercer como tercer portero en el primer equipo de Segunda División.
En noviembre de 2020 fichó por la UA Horta de Tercera División. El 28 de enero de 2021 firmó por la SD Amorebieta de la Segunda División B. El 22 de mayo de 2021 logró el ascenso a la Segunda División, tras vencer en la final de la eliminatoria de ascenso al Club Deportivo Badajoz en el Nuevo Vivero, por cero goles a uno.
En la temporada 2021-22, formaría parte como tercer portero de la plantilla del SD Amorebieta en la Segunda División. El 20 de noviembre de 2021, hace su debut en la Segunda División, disputando los 90 minutos en un encuentro frente al Real Oviedo, que acabaría por derrota por dos goles a cero.

## Clubes
| Club                 | País   | Temporada         |
| -------------------- | ------ | ----------------- |
| SD Eibar Juvenil     | España | 2017-2018         |
| Bermeo Futbol Taldea | España | 2018-2019         |
| Polvorín Fútbol Club | España | 2019-2020         |
| UA Horta             | España | 2020              |
| SD Amorebieta        | España | 2021 - Actualidad |

## Vida personal
Es primo del exfutbolista Oinatz Aulestia.